# Tagbau Oberdorf
Der Tagbau Oberdorf, oft auch als Grube Oberdorf bezeichnet, ist ein ehemaliger Kohlenbergbau beim Stadtteil Oberdorf der Stadtgemeinde Bärnbach im Bezirk Voitsberg, Steiermark. Er war rund 230 Jahre im Betrieb und besaß mit über 31 Millionen Tonnen Braunkohle das größte Kohlevorkommen im Voitsberg-Köflacher-Revier. Die ersten Abbaue erfolgten ab der zweiten Hälfte des 18. Jahrhunderts, anfangs in Untertagebau, ab den 1860er-Jahren teilweise auch im Tagebau. Der Untertagebau wurde am 30. November 1978 vollständig eingestellt und der Obertagebau erfolgte noch bis in den Sommer 2004 hinein. Im Moritz-Stollen waren zwischen 1870 und 1978 rund 11 Millionen Tonne Kohle abgebaut worden. Aus dem Tagebau wurden zwischen 1977 und Ende 2003 mehr als 24 Millionen Tonnen Braunkohle gewonnen. Der Betrieb wurde im Sommer 2004 aus wirtschaftlichen Gründen eingestellt, die Grube war noch nicht ausgekohlt.

## Lage
Der ehemalige Tagbau Oberdorf liegt im Osten des Stadtteiles Oberdorf der Stadtgemeinde Bärnbach am Rand des Köflach-Voitsberger Beckens.

## Geschichte und technische Entwicklung

### Entdeckung und erste Bergbaue
Die Lagerstätte für Braunkohle wurde je nach Quelle entweder 1761 oder 1764 von dem Jesuiten Nicolaus Poda von Neuhaus entdeckt, der im Auftrag der Agricultur-Societät nach Kohlevorkommen suchte. Der erste Stollen wurde entweder 1761 oder 1768 von Anton Weidinger/Weydinger eröffnet, möglich ist auch, dass einer der Grafen von Wagensperg 1765 einen Stollen eröffnete. Diese scheinen aber nicht kostendeckend gewesen zu sein, da die Grube bereits 1770 wieder stillgelegt wurde. Der als Steinkohlebeamter beim Oberbergamt in Eisenerz angestellte Josef Mitlöhner begutachtete 1770 die Kohlegruben um Voitsberg und berichtete, dass die Oberdorfer Kohle größere Mengen an Alaunen und Schwefel enthielt, was sie für die Eisenerzeugung ungeeignet machte. Mitlöhner berichtete auch, dass der Gewerke Weidinger die Kohle seiner Grube über drei Jahre hinweg nur zum Sieden von Salpeter und Vitriol verwendet hatte.
Der Gewerke Johann Nepomuk Heipl aus Deutschfeistritz übernahm 1772 die Beratung von mehreren steirischen Kohlegruben, darunter auch des St. Anton- und des St. Barbarastollens bei Oberdorf. Da jedoch die Regierung seinen Plänen und auch seinen Forderungen nicht zustimmte, gab Heipl seine Beraterfunktion auf und der Betrieb in Oberdorf musste 1784 erneut eingestellt werden.
Weidinger eröffnete 1785 oder 1795 einen sogenannte Erdholzbau in Oberdorf, den er 1786 mit einem zinsfreien Vorschuss von tausend Wiener Zentnern (etwa 504 Tonnen) an Kohle, den er von der Hofkammer erhielt, finanzierte. Wie aus seinem Ansuchen um Verleihung von Grubenmaßen beim Berggericht in Vordernberg hervorgeht, betrieb Weidinger im Jahr 1792 bereits zwei Stollen bei Oberdorf, den St. Anton- und den St. Barbara-Stollen. Weidinger verkaufte seinen Bergbau 1799 an Johann Michael Geyer.

### Ausbau der Bergbaue im 19. Jahrhundert

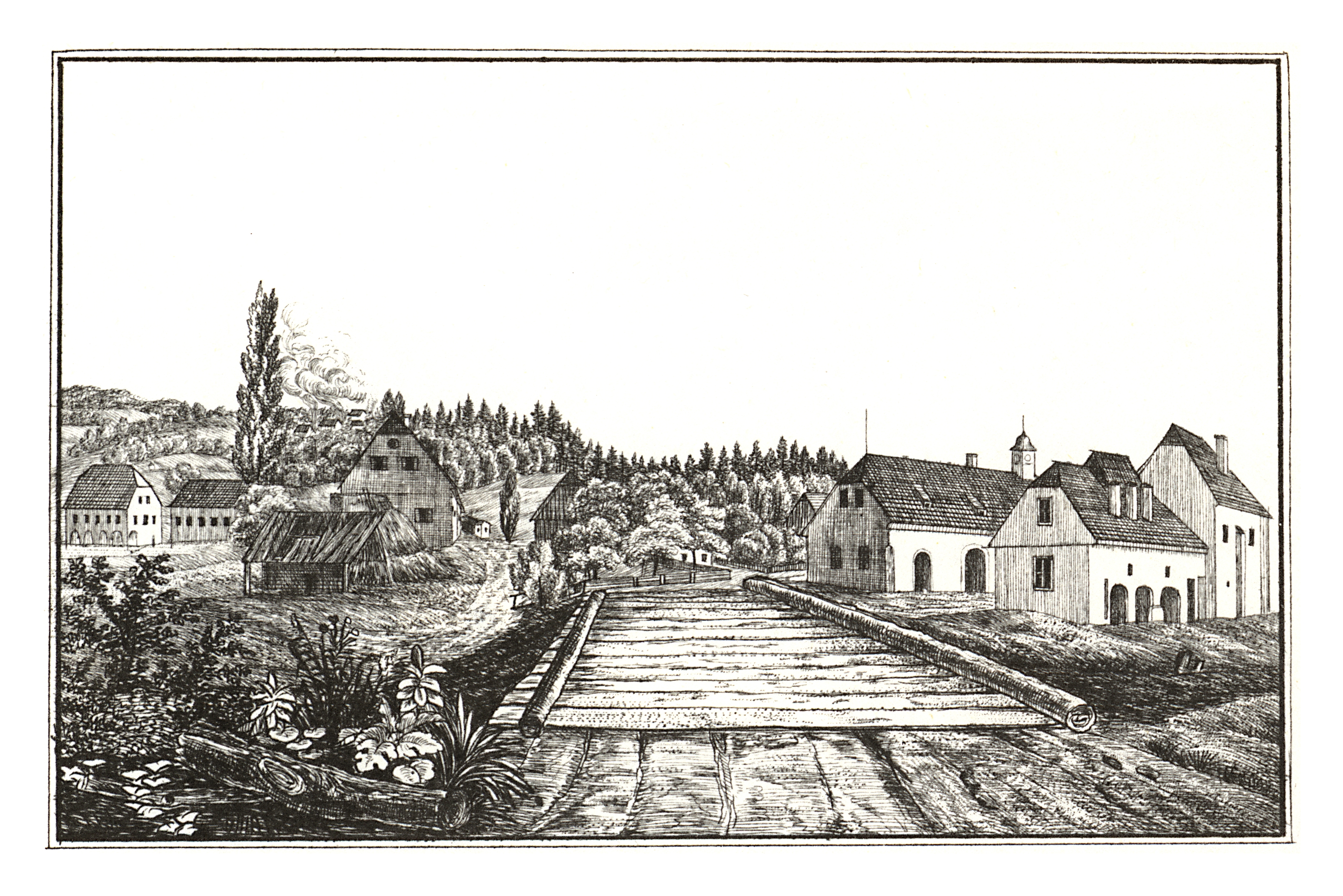
Die Glashütte und die Alaunfabrik sowie Gebäuden der Kohlenbergbaue des Alois Geyer bei Oberdorf auf einer Lithografie von Joseph Franz Kaiser aus Lithographirte Ansichten der Steyermärkischen Staedte, Maerkte und Schloesser, 1825

An der Lagerstätte Oberdorf schürften um 1800 mit Johann Michael Geyer, Allerich Joas, Fortunant Spöck sowie dem Unternehmen Anton Sülzbeck & Co. bereits mehrere Gewerken. Zu dieser Zeit entdeckte man auch die Ausdehnung und Mächtigkeit der Lagerstätte und die Gewerken begannen sich durch den Erwerb von Grubenmaßen Anteile zu sichern. Einen ersten Überblick über die Grubenmaße und deren Besitzer zwischen 1799 und 1803 liefert die 1805 vom k. k. steiermärkischen Oberbergamts- und Berggerichts-Assessor Paul Ignaz Peyrer angefertigte Judical-Haupt-Mappe. Allein die Grube des Gewerken Geyer förderte im Jahr 1804 rund 4900 Tonnen an Kohle. Die Kohle selbst wurde damals hauptsächlich zum Pottasche- und Salpetersieden sowie zum Brennen von Kalk und Ziegeln verwendet. Die 1805 gegründete Glashütte Oberdorf ging 1806 in Betrieb und entwickelte sich auch zu einem wichtigen Abnehmer, so wurden bereits im ersten Betriebsjahr 472 Tonnen Kohle an die Hütte geliefert. Franz Geyer kam am 15. September 1810 auch in den Besitz das von Allerich Joas bewirtschafteten St.-Peter-Lehens.
Der Schriftsteller Franz Sartori lieferte 1811 eine erste Beschreibung des Oberdorfer Bergbaues und der damals dort üblichen Abbauweise als Dreieckstrecken-Weitungsbau. Sartori nannte auch eine Mächtigkeit der Kohlevorkommen von mehr als zwölf Lachtern, also mehr als 22 Metern. Fortunant Spöck übergab 1811 seine Gruben sowie seine Bergmaße bei Oberdorf an Peter Tunner und Franz Sprung. Franz Geyer betrieb ab 1813 das Michael-Lehnen mit den Francisci- und dem Aloisistollen. Mittels Verleihung durch das Berggericht Vordernberg erhielt Johann Geyer am 21. Juli 1815 das eine Doppelmaß große Anna-Lehen mit dem St. Anna-Stollen, das zwei Doppelmaß große Cajetani-Lehen mit dem Kajetan-Stollen, das zwölf Doppelmaße umfassende Michael-Lehen mit dem St. Michael-Stollen sowie das Recht zum Betrieb einer Handschmiede. Laut Bergbuch lautete die Bezeichnung für Geyers Unternehmung Steinkohlen Bergbau zu Oberdorf bei Voitsberg. Am 1. Jänner 1819 übernahm Franz Geyer die Leitung der Unternehmung, dazu gehörte neben den Bergbauen auch die Glashütte Oberdorf. Er erweiterte die Unternehmung im selben Jahr noch um das Alexander- und das Peterlehen. Nach dessen Tod am 17. Mai 1826 ging der Bergbau an Geyers Bruder Alois. Dieser bekam 1833 die Bewilligung eine zum Bergbau gehörende Alaunfabrik bei Tregisttal zu errichten. Alois Geyer verstarb am 5. Juli 1836 und setzte mittels Testament seinen noch ungeborenen Sohn Alois Franz als seinen Universalerben ein, wobei er aber seinen ältesten Neffen Alois zugleich als Nutznießer einsetzte. Die genauen Besitzverhältnisse wurden schließlich 1838/39 geklärt, als Alois seine Rechte am Besitz gegen eine bis zur Volljährigkeit des Erben Alois Franz jährlich zu zahlende Rente an die Witwe Maria Geyer abtrat. Diese Witwe erhielt 1843 den ein Bergmaß umfassenden Maria-Stollen verliehen und wurde 1857 nach dem Tod ihres Sohnes Alois Franz alleinige Eigentümerin. Im Jahr 1858 oder 1861 heiratete sie Josef Scholz.
Mit dem aus einem Doppelmaß bestehenden St. Barbara-Schacht bei Oberdorf wurde 1845 Caspar Treffner belehnt. Treffner verkaufte den Schacht 1848 an Franz Kügerl, den wiederum Josef Schaffner und Franz Zeilinger 1851 als geteilten Besitz erwarben. Im Jahr 1858 betrieben neben den Gewerken Josef Scholz, Viktor Seßler Freiherr von Herzinger, Florian Siegl, Franz Sattner und die Gebrüder Ortner auch Erzherzog Johann sowie ein Graf Festetics Bergbaue bei Oberdorf.
Durch die 1859/60 erfolgte Inbetriebnahme der Graz-Köflacher Eisenbahn durch die Graz-Köflacher Eisenbahn- und Bergbaugesellschaft (GKB) und dem damit vereinfachten und verbilligten Kohletransport kam es zu einem wirtschaftlichen Aufschwung im Voitsberg-Köflacher-Revier. Die Oberdorfer Bergbaue wurden durch eine eigenen Stichstrecke mit dem Bahnhof Oberdorf II–Grube, später in Oberdorf-Schacht umbenannt, an das Eisenbahnnetz angeschlossen. Albert Miller von Hauenfels liefert im Jahr 1859 eine Beschreibung der Bergbaue und nennt eine jährliche Fördermenge von über 30.000 Tonnen Kohle, die großteils an die GKB verkauft wurde. Die meisten der Stollen bei Oberdorf waren damals im Besitz der Gewerken Geyer und einer der Stollen von Maria Geyer war bereits in einen Tagebau umgewandelt worden.
Ab 1870 wurde der 500 Meter lange Moritz-Stollen entlang des Liegenden, also der untersten Begrenzungsschicht der Lagerstätte, als neuer Haupteinbau errichtet. Die Kohle wurde mittels Pferden aus dem Stollen geholt und schließlich über das drei Kilometer lange Schienennetz der Grubenbahn weiter transportiert. Zur damaligen Zeit waren in Oberdorf 136 Männer sowie elf Frauen beschäftigt.
Josef und Maria Scholz verkauften Ende Mai 1872 den Kohlebergbau mitsamt der Glashütte an Jakob Syz, der die Besitzungen wiederum innerhalb von zwei Wochen an die kurz zuvor gegründete Kainachthaler Kohlenbergbau-Gesellschaft übergab. Diese Gesellschaft bekam 1874 zwei und 1876 fünf weitere Grubenmaße bei Oberdorf verliehen und verlegte die Glashütte von ihrem bisherigen Standort auf einer Anhöhe in das Tal, als abbauwürdige Vorkommen unter dem Betriebsgelände entdeckt worden waren. Die Gesellschaft kam aber in finanzielle Schwierigkeiten, weshalb sie bereits 1877 nicht mehr in der Lage war Dividenden auszuzahlen und 1878 alle ihre Arbeiter kündigen musste. Sie war dadurch auch nicht in der Lagen den Restbetrag der mit der Familie Scholz vereinbarten Kaufsumme auszuzahlen, weshalb es im Juni 1879 zu einem gerichtlichen Vergleich kam. Dadurch gelangten Josef und Maria Scholz wieder in den Besitz der damals acht Grubenfelder, während die Kohlenbergbau-Gesellschaft am 9. November 1879 liquidiert wurde. Nach der Pleite der Gesellschaft gab es 1878 vorübergehend nur mehr den Betrieb der Hochtregister Kohlenbaugesellschaft in Oberdorf. Von der Familie Scholz wurde 1881 auch ein erstes Lager für Sprengstoff beim Bergbau errichtet.

### Oberdorf und die Gruben der Graz-Köflacher Eisenbahn- und Bergbaugesellschaft (GKB)
Die Graz-Köflacher Eisenbahn- und Bergbaugesellschaft (GKB) kaufte 1857 den kleinen Steinkohlen-Bergbau bei Oberdorf genannten Bergbau von Josef Schaffner und Franz Zeiler, welche in ihm geteilten Besitz betrieben. Die GKB ließ noch im selben Jahr den Namen des Bergbaues aus dem Bergbuch löschen. Der Besitz der GKB wurde 1862 durch den Braunkohlen-Bergbau zu Hochtregist mit den beiden einfachen Grubenmaßen Ignazi Schutz und Schirm erweitert. Entweder 1883 oder 1884 erwarb die GKB auch den Steinkohlen-Bergbau bei Oberdorf der Familie Scholz.
Unter der Leitung der GKB stiegen die Anzahl der Arbeiter und auch die Produktionsmenge stieg, mit Ausnahme eines dreijährigen Tiefstandes zu Beginn der 1890er-Jahre, stetig an. Um 1900 gehörten zum Bergbau Oberdorf 127 einfache Grubenmaße und die drei, durch zwei Lagen an tauben Gestein voneinander getrennte, Kohlebänke waren durch den Moritz- und den Ignazi-Stollen erschlossen. Abgebaut wurden aber nur das Ober- und das Unterflöz, während das Liegendflöz zwecks mangelhafter Qualität nur an seinem nördlichen und westlichen Abschnitt abgebaut wurden. Die gängige Abbaumethode war damals der Firstulmbau, und die Kohle wurde mittels eines Pferdezuges mit Seitenkipperhuntwägen aus der Grube zur Sortieranlage gebracht. Auf diese Art wurden etwa im Jahr 1904 rund 41600 Tonnen Kohle gefördert. Aufgrund der eher schlechten Qualität der Kohle in Kombination mit den einfachen und damals bereits veralteten Anlagen im Obertage- und Untertagebau kam es vor und nach dem Ersten Weltkrieg zu teils großen Schwankungen in der Fördermenge. Auch mussten größere Bereiche der Lagerstätte wegen dort auftretender Grubenbrände oder starker Hitzeentwicklung abgemauert oder verschlemmt werden, wodurch sie nicht mehr für den Abbau geeignet waren. Es kam außerdem in den Jahren 1923, 1926 und 1933 zu Streiks der Bergarbeiter.
Zu Beginn des Zweiten Weltkrieges und um benötigte Mittel zur Energieerzeugung zu gewinnen wurde der Kohleabbau in Oberdorf weiter ausgebaut. So wurde die Belegschaft von ursprünglich 150 Mann auf über 300 Mann mehr als verdoppelt. Allein 1944 wurden 217000 Tonnen Kohle gefördert, wobei die Kohle bis 1945 noch mittels Pferden aus der Grube befördert wurde. Beim Abbau wurde auch nicht besonders sorgsam gearbeitet, so kam es zu weiterer Hitzeentwicklung und auch zu Grubenbränden, weshalb nach Ende des Zweiten Weltkrieges weitere Reviere für den Abbau gesperrt werden mussten. Erst ab 1945 wurden die Kohlezüge mit einer Elektrolokomotive gezogen. Es gab zudem Pläne über eine Verstaatlichung des Betriebes im Jahr 1945, die jedoch nie umgesetzt wurden.
In den Jahren nach dem Zweiten Weltkrieg wurde die Lagerstätte durch neue Strecken und Aufbrüche im Liegenden sowie durch Querschläge in den oberen Abbaulagen neu aufgeschlossen, um so die Fördermenge zu erhöhen. Aus diesem Grund wurden 1951 auch die bisher verwendeten Seitenkipperhunte durch neue Zeltweger Hunte ersetzt, wozu auch das gesamte, rund 13 Kilometer lange Schienennetz der Grube auf eine neue Spurbreite umgestellt werden musste. Ab dem 16. Juli 1954 war Oberdorf durch eine 1,1 Kilometer lange Hochseilbahn an die neu errichtete Zentralsortierungsanlage der GKB bei Mitterdorf angeschlossen. Die verwendete Abbautechnik im Untertagebau wurde 1964 von der bisher verwendeten Kleinpfeilerbruchbau auf Strebbau mit Bremsbandstempeln. Die Belegschaft in der Grube erreichte 1959 mit 450 Mann einen Höchststand, sie wurde aber aufgrund von wirtschaftlichen Schwierigkeiten bereits im folgenden Jahr auf 268 reduziert. Aber bereits 1965 war die Mannschaft wieder auf 450 Mann angewachsen. Ab 1966 wurde die Kohle ohne Sprengungen und nur mehr mittels Vortriebsmaschinen und Walzenschrämladern abgebaut. Im Jahr 1967 war Oberdorf vollmechanisiert und wurde als die technisch modernste Grube in der Steiermark angesehen. Im Jahr 1969 wurden von der 270 Mann starken Belegschaft die mit 435.000 Tonnen Kohle die bis dahin höchste Fördermenge in Oberdorf abgebaut, davon stammten allein 372.000 Tonnen aus der Grube, der Rest aus dem Untertagebau.

### Umstellung auf reinen Obertagebau und Einstellung des Betriebes

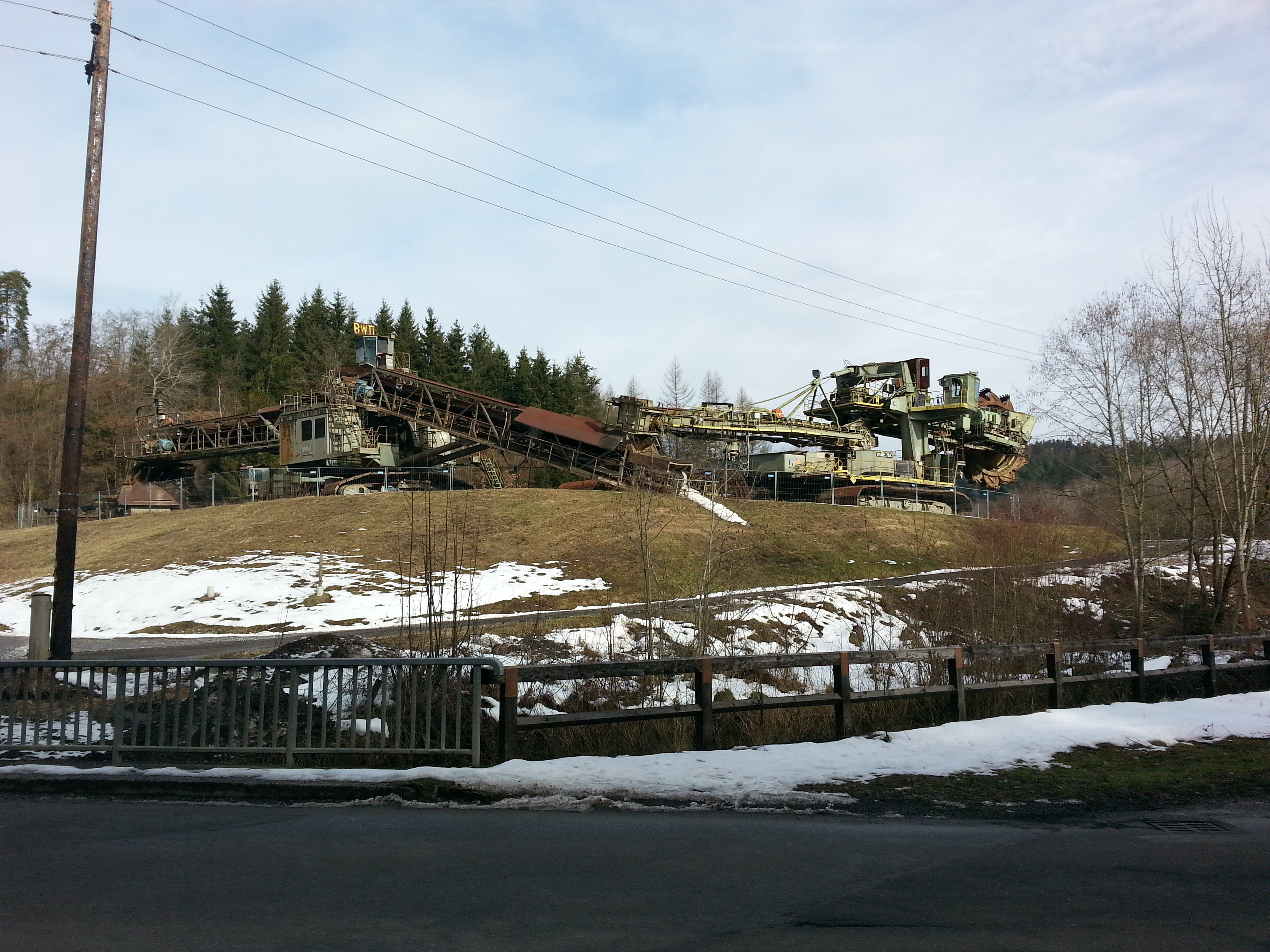
Der ehemals in Oberdorf eingesetzte Schaufelradbagger VABE 700 Leopold an seinem heutigen Standort (Stand: 2014) im Zangtal

Bedingt durch die Ölpreiskrise des Jahres 1973 wurde auf die Kohle ein größeres Augenmerk gelegt, weshalb die Firma Austromineral, ein Tochterunternehmen der voestalpine in Zusammenarbeit mit der Montanuniversität Leoben und polnischen Tiefbohrspezialisten 1974/75 umfangreiche Untersuchungen der Kohlelagerstätte durchführten. Diese Untersuchungen kamen zum Ergebnis das im Bereich Oberdorf-Muttlkogl mehr als 31 Millionen Tonnen an Braunkohle mit einem durchschnittlichen Heizwert von 2500 Kilokalorien lagerten. Oberdorf verfügte damit über die größten Kohlevorkommen im gesamten Voitsberg-Köflacher Revier. Ausgehend von dieser Untersuchung stellte das Werk Oberdorf den Untertageabbau vollständig ein. Am 12. Oktober 1977 wurde der Abraumbetrieb im Obertagebau von Bundeskanzler Bruno Kreisky eröffnet. Am 30. November 1978 verließ der letzte Hunt mit Kohle den Moritz-Stollen, der seit 1870 in Betrieb war und aus dem insgesamt rund 11 Millionen Tonnen zutage gefördert worden waren.
Um den Abraum von 140 Millionen Tonnen an Material, also den über der Kohlelagerstätte liegenden Berg, abzubauen wurden aus der DDR zwei Schaufelradbagger mit einer Stundenleistung von 3500 Kubikmetern, die damals größten in Österreich, importiert. Die so gewonnene Kohle war auch die Energiegewinnung interessiert, weshalb die Österreichische Draukraftwerke (ÖDK) am 12. Oktober 1977 den Grundstein für das Dampfkraftwerk Voitsberg 3 legten. Oberdorf hatte ab dem 1. Jänner 1983 eine über 25 Jahre laufende Lieferverpflichtung an das Kraftwerk. Am 5. Mai 1986 wurde zur Unterstützung der beiden bisherigen Bagger ein dritter, größerer Schaufelradbagger der Type VABE 700 in Betrieb genommen. Dieser Bagger wurde auf den Namen Leopold getauft. So wurden in der Grube Oberdorf im Jahr 1990 von der 256 Mann starken Besatzung über 1,29 Millionen Tonnen Kohle gefördert, die größte je erreichte Fördermenge des Bergbaues.
Bis zum 31. Dezember 1994 waren in die bereits ausgekohlte Westmulde 10,5 Millionen Kubikmeter an Abraum gekippt worden. Der Großteil der bis dahin abgebauten 103,5 Millionen Tonnen an Abraum wurden aber mittels eines Förderbandes nach Rosental an der Kainach transportiert, wo sie zur Verkippung und damit auch zur Rekultivierung der Tagbaumulde des Karl-Schachtes genutzt wurden. Die abgebaute Kohle wiederum ging großteils per Förderband an das Kraftwerk Voitsberg. Im Zeitraum zwischen 1977 und dem 31. Dezember 2003 waren mehr als 24 Millionen Tonnen Kohle sowie rund 131 Millionen Tonnen an Abraum abgebaut worden.
Da sich die Rahmenbedingungen durch die europaweite Liberalisierung des Strommarktes stark veränderten wurde der Kohleliefervertrag zwischen den Österreichische Draukraftwerke und der Graz-Köflacher Eisenbahn- und Bergbaugesellschaft nach vorhergehenden Gerichtsstreit am 30. Juni 2004 aufgekündigt. Dies führte zu einer vorzeitigen Einstellung des Betriebes, da der eigentliche Betriebsplan die Einstellung erst mit Ende 2008 vorsah. So kam es dem Herbst 2003 zu zahlreichen Kündigungen im Werk Oberdorf und auch die Bergdirektion wurde von Köflach nach Oberdorf verlegt. die letzte Kohle wurde am 14. September 2004 abgebaut. Die verbliebenen Bergleute überdeckten im Sommer und Herbst 2004 die Grube und auch die teilweise bereits freigelegte Kohle mit Abraum. Insgesamt befinden sich noch rund 3,5 Millionen Tonnen Kohle im ehemaligen Tagbau der zuletzt eine Fläche von rund 2,2 Quadratkilometern einnahm.
Seit dem 14. April 2004 befindet sich Leopold, der größte Schaufelradbagger des ehemaligen Bergbaues, am ehemaligen Werkplatz der Grube Zangtal.